# 중앙마쇼날랜드주

중앙마쇼날랜드 주의 위치

중앙마쇼날랜드주(Mashonaland Central Province)는 짐바브웨 북부에 위치한 주로, 주도는 빈두라이며 면적은 28,347km2, 인구는 998,265명(2002년 기준)이다. 북쪽으로는 모잠비크와 국경을 맞대고 있으며 7개 구(빈두라, 센테나리, 구루베, 마운트다윈, 루싱가, 샴와, 마조웨)를 관할한다. 짐바브웨 인구의 8.5%를 차지한다.

## 같이 보기
- 짐바브웨의 행정 구역